# Ambleville (Val-d’Oise)
Ambleville ist eine französische Gemeinde mit 390 Einwohnern (Stand 1. Januar 2022) im Département Val-d’Oise in der Region Île-de-France. Die Bewohner nennen sich Amblevillois bzw. Amblevilloises.

## Geografie
Der Ort mit 390 Einwohnern (Stand 1. Januar 2022) befindet sich im Regionalen Naturpark Vexin français und liegt über dem südlichen Ufer der Aubette. Ambleville liegt sieben Kilometer von Magny-en-Vexin, elf Kilometer von La Roche-Guyon und ca. 60 Kilometer von Paris entfernt.
Umgeben wird Ambleville von den sechs Nachbargemeinden:
| Montreuil-sur-Epte | La Chapelle-en-Vexin                        | Saint-Gervais |
| Bray-et-Lû         | Kompassrose, die auf Nachbargemeinden zeigt | Omerville     |
|                    | Chaussy                                     |               |

## Geschichte
Funde aus der Vorgeschichte bezeugen eine frühe Besiedlung.
Lange Zeit übte die Familie de Mornay die Grundherrschaft im Ort aus.

## Bevölkerungsentwicklung
| Jahr      | 1962 | 1968 | 1975 | 1982 | 1990 | 1999 | 2007 |
| --------- | ---- | ---- | ---- | ---- | ---- | ---- | ---- |
| Einwohner | 338  | 326  | 317  | 339  | 319  | 350  | 352  |

## Wappen
Das Wappen wurde von der früheren Ortsherrschaft, der Familie de Mornay, übernommen. Es zeigt einen Löwen mit goldener Krone auf einem weiß-rot gestreiften Hintergrund.

## Sehenswürdigkeiten

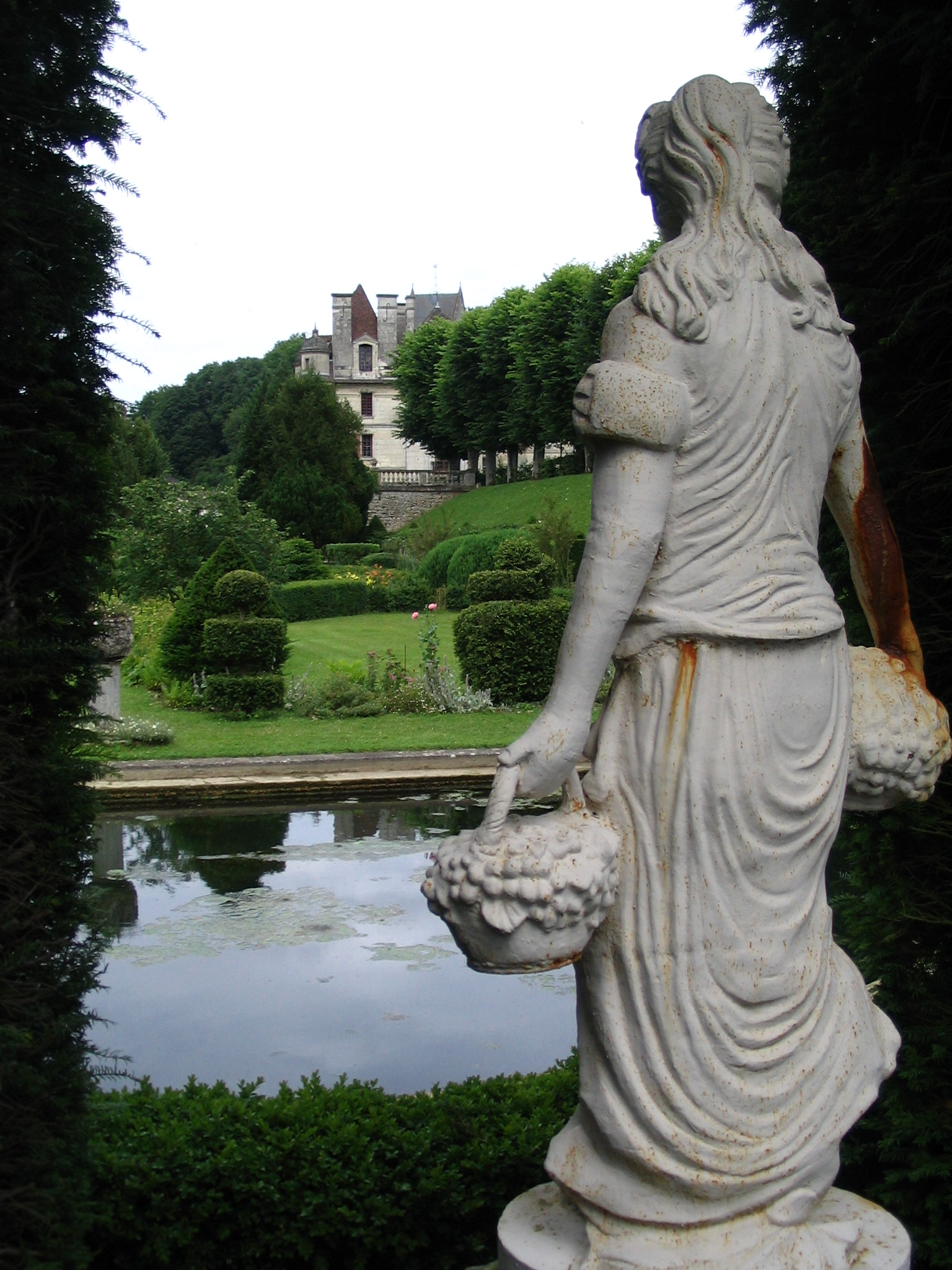
Blick vom Schloss auf den italienischen Garten

- Kirche Immaculée-Conception (Unbefleckte Empfängnis), erbaut 1861
- Schloss Ambleville[1] (Monument historique), aus der Zeit Karl IX. Es wurde erbaut von Jean Grappin für die Familie de Mornay. Im 17. Jahrhundert wurde es vergrößert und mit einem italienischen Garten versehen.
- Schlosspark von Ambleville[2] (Monument historique und ein Jardin remarquable)
- Waschhaus, erbaut im 19. Jahrhundert